# Friedrich Vilmos
Nyitrazsámbokréti Friedrich Vilmos (Pest, 1864. augusztus 6. – Budapest, Erzsébetváros, 1945. február 5.) orvos, belgyógyász, egyetemi tanár, egészségügyi főtanácsos, Friedrich László belgyógyász apja és Friedrich Tivadar író, újságíró testvére.

## Élete
Friedrich József (1838–1921) kereskedő, zálogházi becsüs és Bloch Júlia (1837–1919) fiaként született zsidó családban. Középiskolai tanulmányait az evangélikus főgimnáziumban végezte, majd a Budapesti Tudományegyetem orvosi karának hallgatója volt, ahol 1888-ban szerzett oklevelet. 1888–1890-ben az I. sz. egyetemi belklinika gyakornoka volt Korányi Frigyesnél. 1892-ben kinevezték a Budapesti Kerületi Betegsegélyező Pénztár főorvosának, 1895-ben pedig igazgató főorvosnak választották. 1897 és 1927 között belgyógyászati osztályának főorvosa, rendelőintézeti vezető volt. Az 1890-es évek végén számos felvilágosító jellegű írást adott ki, amelyekkel a munkásságot igyekezett tájékoztatni a tüdőbetegség okairól és a megelőzés módszereiről. Alapítótagja volt a Budapesti Szegénysorsú Tüdőbetegek Szanatórium-Egyletének és több évtizedig szerkesztője az egyesület Tuberculózis című lapjának. 1900-ban az ipari megbetegedések kór- és gyógytanából magántanárrá képesítették.
Fodor József halála után átvette a Műegyetemen az ipari egészségtan oktatását, s 1903-ban tagja lett annak a törvényelőkészítő bizottságnak, amely elkészítette az 1907. évi baleset- és betegbiztosítási törvénymódosítást. 1906-ban a közegészségügy terén szerzett érdemei elismeréséül királyi tanácsosi címet kapott. 1911-ben az Általános Munkásbiztosító Pénztár létrehozta az Országos Orvosi Tanácsát, amelynek első elnöke lett, s megalakították a társadalom öntevékeny erejét összefogó Országos Védegyletet. 1914-ben nyitrazsámbokréti előnévvel nemességet kapott. Részt vett az első világháborúban, s mint törzsorvos, egy 1200 ágyas katonai kórház parancsnoka volt. 1920-ban beválasztották az Országos Közegészségügyi Tanácsba. Öt évvel később egyetemi tanári címet kapott. 1927-ben pedig elnyerte az iparegészségügy rendkívüli tanári tisztségét a Pázmány Péter Tudományegyetem orvosi karán. Ugyanebben az évben lemondott a Munkásbiztosító vezetéséről. Eközben nemzetközi elismerését növelte, hogy a berlini Archiv für Unfallheilkunde, Gewerbe-Hygiene und Gewerbekrankheiten című szakmai folyóirat szerkesztőségének tagja lett. Az 1928-ban megalakult Keresetképtelen Orvosokat, Özvegyeket és Árvákat Segélyző Egyesület elnökségébe választották, majd ügyvezető-elnök lett és 1936-ban díszelnöki címet is kapott.
Az 1920-as években írta és 1929-ben jelentette meg „Az orvos szerepe a socialis biztosításban” című munkáját, ami nemcsak szakmai törvénygyűjtemény, módszertani útmutatás, hanem etikai kódexnek is számított az iparegészségügy területén tevékenykedő orvosok számára. Hazai és külföldi orvosi szaklapokban több mint száz tudományos dolgozata és értekezése jelent meg, amelyben főleg a belgyógyászat és ipari megbetegedések legkülönbözőbb ágaival foglalkozott. A Pallas nagy lexikonának orvosi munkatársa volt és szerkesztője az Orvostudományi Szemlének.

## Családja
Felesége Pick Olga (1870–1948) volt, Pick Sámuel vállalkozó és Scheff Malvina lánya, akit 1891. június 28-án Budapesten vett nőül.
Gyermekei
- Friedrich László Sándor (1892–1958). Felesége Winter Lívia.
- Friedrich Erzsébet (1904–?). Férje Lewin Szigfrid kereskedő.

## Művei
- Vény-gyűjtemény és orvosi utasítások betegsegélyző pénztári orvosok, hatósági, gyári, egyleti stb. orvosok számára (Budapest, 1893)
- A caisson munkások megbetegedéseiről (Tauszk Ferenccel, Budapest, 1896)
- A tüdőmegbetegedés kérdése az ipari munkások között (Budapest, 1898)
- Ipari megbetegedés és annak kórokozói (Budapest, 1899)
- A hernia epigastrica belgyógyászati szempontból (Budapest, 1903)
- A tüdőgümőkór elleni védekezés egyes országokban és Dánia törvényhozása (Budapest, 1905)
- A párisi gümőkór elleni congressus (Budapest, 1906)
- A gümőkórt előidéző okok Budapest ipari lakossága között: előadás a Budapesti Királyi Orvosegyesület november hó 11-én tartott ülésén (Budapest, 1906)
- A dispositio jelentősége a tüdőgümőkórban (Budapest, 1906)
- Therapiai kisérletek salimenthollal: közlemény a Budapesti Kerületi Általános Munkás-betegsegélyző Pénztár belgyógyászati osztályáról (Budapest, 1907)
- A phosphor okozta megbetegedések, különös tekintettel a magyarországi gyufagyári viszonyokra (Budapest, 1908)
- Die Phosphornekrose in Ungarn (Jena, 1909)
- Az arteriosclerosis a fiatalkorban (Budapest, 1910)
- Reflexiók az ipari megbetegedések brüsszeli nemzetközi congressusáról (Budapest, 1910)
- Az orvosszakértő szerepe a magyar szociális biztosításban (Budapest, 1913)
- A tuberkulózis és az ellene való védekezés (Budapest, 1916, 5. kiadás: Budapest, 1919)
- Adatok a háború és tuberkulosis egymáshoz való vonatkozásához (Budapest, 1916)
- Gümőkór és Munkásbiztositó Pénztár (Budapest, 1917)
- A munkásbiztosító pénztárak feladata a gümőkór elleni küzdelemben (Budapest, 1917)
- A gümős hilus-mirigyek kezelése (Budapest, 1923)
- A tuberculosis-reactió értékéről (Budapest, 1923)
- A tüdőgümőkór mai kezelési módszereiről (Budapest, 1924)
- A gümőkór elleni harc irányelvei (Budapest, 1925)
- Ipari megbetegedés és üzemi baleset (Budapest, 1926)
- A mesterséges légmell (Budapest, 1926)
- A betegségi és baleseti kötelező biztosításról szóló törvény kihatása egészségügyi viszonyainkra (Budapest, 1927)
- Az ipari megbetegedések balesetként való kártalanítása (Budapest, 1927)
- Bemerkungen zum 5. Internationalen Kongress für Unfallheikunde und Berufskrankheiter (Budapest, 1928)
- Ipari munkások praeventiv orvosi vizsgálata (Budapest, 1929)
- Az orvos szerepe a socialis biztosításban (Budapest, 1930)